# 石飛幸治
石飛 幸治（いしとび こうじ、7月31日 - ）は、北海道出身の日本の俳優。所属は劇団 Studio Life。

## 経歴・人物
- 劇団Studio Lifeがオーディション制になる前から所属しているベテラン俳優。所属劇団では初期より、男性役から女性役まで多くの作品のキーマンを担っている。また高い歌唱力で日生劇場ミュージカルの他に、2011年には帝国劇場「レ・ミゼラブル (ミュージカル)」のオーディションにより採用され、2022年まで出演していた。2024年3月に家庭の事情により所属劇団の公演を降板したが、劇団の物販グッズの制作や日替わりゲスト出演等の活動をしている。

## 出演

### StudioLife舞台
- 「BEAT POPS」(作：倉田淳)(1992/3/14〜3/22、4/9～4/12)
- 「DOMINO LOVE」(原作：泉鏡花)(1992/8/21/〜8/25、9/22～9/24)
- 「スラマット・パギ・バンドン」(脚本・演出：倉田淳)(1993/1/28～)
- 「ウィル」(作：倉田淳)(1993/11/3～)
- 「Back Cindy」(作：倉田淳)(1994/2/23～)
- 「マチカド　ロックで～街角六区で～」(作：倉田淳)(1994/8/2～)
- 「THE PLAYBOY OF THE WESTERN WORLD」(原作：ジョン・ミリントン・シング)(1995/2/8～)
- 「パンジー・メイズ」再演(作：倉田淳)(1995/5/11～)
- 「TAMAGOYAKI」再演(作：倉田淳)(1995/8/30～)
- 「トーマの心臓」(原作：萩尾望都)(1996/2/10～)
- 「Back Cindy」再演(作：倉田淳)(1996/6/5～)
- 「BEAT POPS」再演(作：倉田淳)(1996/10/11～)
- 「トーマの心臓」(原作：萩尾望都)再演(1997/3/1〜3/23)
- 「ヴェニスに死す」(原作：トーマス・マン)(1997/7/15〜7/22)
- The Other Life vol.1「HAPPY FAMILIES」(原作：デボラ・ラヴィン)(1997/11/26〜12/2)
- 「訪問者」(原作：萩尾望都)(1998/7/1〜7/12)
- 【演出のみ】第3回新人公演「WHITE」(作：倉田淳)(2008/9/23〜9/30)
- 「トーマの心臓」(原作：萩尾望都)再演(1999/4/1〜4/18)
- The Other Life vol.3「桜の園」(原作：アントン・チェーホフ) - ラネーフスカヤ役(1999/12/29〜1/12)
- 「トーマの心臓」「訪問者」【連鎖公演】(原作：萩尾望都)(2000/12/7〜東京、大阪)
- The Other Life vol.4「HAPPY FAMILIES」(原作：デボラ・ラヴィン)再演 - スベトラーナ・キャメロン役(2001/3/21〜4/8)
- 「死の泉」(原作：皆川博子)再演 - モニカ役(ダブルキャスト)(2001/5/23〜東京、大阪)
- 「Sons」(原作：三原順) - ドナ役(2001/10/3〜10/14)
- 「月の子」(原作：清水玲子)(2002/2/1〜東京、大阪)
- 「LILIES」(原作：ミシェル・マーク・ブシャルド)(2002/5/2〜5/12)
- 「歓びの娘 鑑定医シャルル」(原作：藤本ひとみ)(2002/8/10〜8/21)
- The Other Life vol.5「THREE MEN IN A BOAT+ワン」(2002/11/16〜12/15)
- 「トーマの心臓」(原作：萩尾望都)再演(2003/2/27〜東京、福岡、名古屋、大阪)
- 「OZ」(原作：樹なつみ)(2003/6/4〜6/18)
- 【演出のみ】第6回新人公演「WHITE」(作：倉田淳)(2003/7/25〜8/6)
- 「LILIES」(原作：ミシェル・マーク・ブシャルド)再演(2003/9/10〜東京、大阪)
- 「DAISY PULLS IT OFF」再演 - モニカ・スミザース役(2003)
- 「MOONCHILD〜月の子〜」(原作：清水玲子)再演(2004/3/4〜東京、仙台、名古屋、福岡、広島、大阪)
- 「パサジェルカ 女船客〜秘した過去が手招く旅路〜」(原作：ゾフィア・ポスムイシュ)(2004/12/2〜12/12)
- 「ドリアン・グレイの肖像」(原作：オスカー・ワイルド)(2004)
- 「ホテル・ボルティモア」(原作：ランフォード・ウィルソン)(2005/1/8～1/24)
- 「OZ〜オズ〜」(原作：樹なつみ) 再演(2005/3/3〜東京、新潟、名古屋、大阪、福岡、広島)
- 「メッシュ」(原作：萩尾望都)(2005/6/15〜7/4)
- 紀伊國屋書店提携公演「白夜行 第1部」(原作：東野圭吾)(2005/9/4〜10/1東京、10/14〜10/16大阪)
- 紀伊國屋書店提携公演「白夜行 第2部」(原作：東野圭吾)(2005/12/11〜2/11東京、12/13〜12/14大阪)
- 「WHITE」(作：倉田淳) - バオバブ(桜子)役(ダブルキャスト)(2006/1/7〜1/17)
- 「ヴァンパイアレジェンド」「DRACULA」再演(2006/2/25〜3/12東京、新潟、仙台、九州、広島、大阪、名古屋)
- 「トーマの心臓」再演(2006/6/3〜6/29東京、7/8〜7/9大阪)
- 「夏の夜の夢」(原作：ウィリアム・シェイクスピア) - オーベロン役 (2006/9/7〜10/1)
- 「銀のキス」(原作：アネット・カーティス・クラウス、翻訳：柳田利枝)(2006/12/7〜12/17)
- 「DAISY PULLS IT OFF」再演 - モニカ役(2007/2/21〜3/11)
- 紀伊國屋書店提携公演「Romeo&Juliet」(原作：ウィリアム・シェイクスピア、翻訳：松岡和子)(2007/5/10〜6/5)
- The Other Life vol.7「孤児のミューズたち」(原作：ミシェル・マルク・ブシャール) - 役マルティーヌ(2007/7/25〜8/5)
- 「決闘」(原作：ジョン・ラザラス＆ジョア・ラザラス)- ソープ先生役(2007/9/5〜9/18)
- 「アドルフに告ぐ」(原作：手塚治虫) - 本多大佐役(2007/12/20〜12/30)
- 「夏の夜の夢」(原作：ウィリアム・シェイクスピア) 再演 - オーベロン役(2008/4/17〜5/11)
- 「マージナル」(原作：萩尾望都) - イワン役他(ダブルキャスト)(2008/8/28〜9/28)
- 「LILIES」(原作：ミシェル・マーク・ブシャルド) 再演(2009/6/17〜7/12)
- 「十二夜」(原作：ウィリアム・シェイクスピア) - マライア役(2009/10/15〜11/8東京、大阪)
- 「トーマの心臓」(原作：萩尾望都)再演 /「訪問者」(原作：萩尾望都)再演【連鎖公演】 - アデール役他(2010/2/27〜東京、仙台、名古屋)[参照元 1]
- 「じゃじゃ馬ならし」(原作：ウィリアム・シェイクスピア) - 猫おばさん役他(2010/7/8〜8/1)
- 「リアル シンデレラ ストーリー」(原作：倉田淳・演出：平河夏) - ジークフリート役(2011/8/17〜8/28)
- 「夏の夜の夢」(原作：ウィリアム・シェイクスピア) 再演 /「十二夜」(原作：ウィリアム・シェイクスピア)再演【連鎖公演】(2011/10/22〜12/10)
- 「天守物語」(原作：泉鏡花) - オミナエシ役(2012/6/9〜6/24)
- 「PHANTOM 語られざりし物語 The Kiss of Christine」(原作：スーザン・ケイ) - ナーディル役(2012/10/6〜10/24)[参照元 2]
- 「少年十字軍」(原作：皆川博子) - ボルケール/ノワイエ伯爵他(2014/2/8〜3/2)
- 「トーマの心臓」(原作：萩尾望都)再演(2014/5/24〜6/22)
- 「Back Cindy　A kind of the Cinderella Story」(原作：倉田淳)再演(2014/8/16〜8/26)
- 「夏の夜の夢」(原作：ウィリアム・シェイクスピア)再演(2015/1/29〜2/15)
- 「PHANTOM -THE UNTOLD STORY」(原作：スーザン・ケイ)再演 - ナーディル役(2015/11/11〜12/7)
- 「トーマの心臓」(原作：萩尾望都)再演(2016/2/24〜3/13)
- The Other Life vol.9「BLOOD RELATIONS〜血のつながり」(原作：シャロン・ポーロック)(2016/9/15〜10/2)
- 「アンナ・カレーニナ」(原作：レフ・トルストイ)(2018/5/26～6/10)[参照元 3]
- 「Happy Families」(原作：デボラ・ラヴィン) (2018/12/13〜12/23)[参照元 4][1]
- 「はみだしっ子～White Labyrinths～」(原作：三原順)- シャーリー役他(2020/1/8～1/19)[参照元 5]
- スタジオライフ×東映ビデオ舞台プロジェクト「死の泉」再演(原作：皆川博子) - モニカ役 (2020/2/27〜3/15東京、大阪)[参照元 6][2]
- 「ぷろぐれす」(脚本・演出：倉田淳) - 四女・溝口球子役(ダブルキャスト) / 母・溝口晴子役(ダブルキャスト) (2021/12/11〜12/19)[参照元 7]
- 「La Passion de L‘Amour」(原作:モーリス・ルブラン)- М役  (2021/12/11〜12/19)[参照元 8]
- 「ヴェローナの二紳士」-(日替わりゲスト山賊２役）(2024/9/28・9/29)

### 客演舞台
- 「女中たち」（ジャン・ジュネ作）(2006)
- 「タンゴモデルナVOL.7マリアの息子たち」（2007/10/20〜10/21）
- テレビ東京StudioLife銀河劇場プロデュース公演「カリフォルニア物語」(原作：吉田秋生) (2008/2/27〜3/9)
- ブロードウェイ・ミュージカル「ドロウジー・シャペロン」[3]（演出：宮本亜門）日生劇場(2009/1/5～29)・長崎、名古屋、富山、大阪(2009/2/7～28)
- ブロードウェイミュージカル「Into the Woods」作：スティーブン・ソンドハイム、演出：鈴木ひがし）六行会ホール(2010/12/01～03)
- 2011年帝国劇場公演ミュージカル「レ・ミゼラブル (ミュージカル)」
- ブロードウェイミュージカル「ジキル＆ハイド」原作：R・L・スティーブンソン、脚本：レスリー・ブッカス、演出：山田和也）[4]日生劇場 (2012/03/6～2012/03/28)
- 2013年帝国劇場公演ミュージカル「レ・ミゼラブル (ミュージカル)」工場長役 他[5]
- 2015年帝国劇場公演ミュージカル「レ・ミゼラブル (ミュージカル)」[6](2015/4/13～9月)
- 2017年帝国劇場公演ミュージカル「レ・ミゼラブル (ミュージカル)」(2017/5/25～10/26)
- 2019年帝国劇場公演ミュージカル「レ・ミゼラブル (ミュージカル)」工場長役 他[7][8](2019/4/15～9/17)
- 「スペーストラベロイド」[9]松金役(2020/8/26～8/30)
- 2021年帝国劇場公演ミュージカル「レ・ミゼラブル (ミュージカル)」[10](2021/5/25～7/26)
- ミュージカル座「ミュージカル雲母紙鳶」[11]蔦屋重三郎役・鳥居清長役（ダブルキャスト/紅チーム）(2022/6/1～6/5)
- NHKみんなのうたミュージカル『リトル・ゾンビガール』[12](2022/8/20～8/28)

　他

### テレビアニメ
- 真マジンガー 衝撃! Z編（2009年）あしゅら男爵（男）役

### ゲーム
- スーパーロボット大戦シリーズ あしゅら男爵（男）役
  - 第2次スーパーロボット大戦Z 破界篇 / 再世篇（2011年 - 2012年）
  - スーパーロボット大戦BX（2015年）
  - スーパーロボット大戦V（2017年）

## 参照元
1. ↑  スタジオライフ公式『トーマの心臓』『訪問者』2010
2. ↑  スタジオライフ公式『PHANTOM 語られざりし物語 The Kiss of Christine』2012
3. ↑  スタジオライフ公式『アンナ・カレーニナ』
4. ↑  スタジオライフ公式『Happy Families』
5. ↑  スタジオライフ公式『はみだしっ子～White Labyrinths～』2020
6. ↑  スタジオライフ公式『死の泉』2020
7. ↑  スタジオライフ公式『ぷろぐれす』2021年
8. ↑  スタジオライフ公式『La Passion de L‘Amour』2022年